# Eckhardt Mater
Eckhardt Mater (* 20. Juli 1935 in Mihla; † 1996) war ein deutscher Bildhauer und Medailleur in der DDR.

## Leben und Werk
Mater absolvierte von 1949 bis 1952 eine Lehre als Steinmetz und studierte von 1953 bis 1957 am damaligen Institut für künstlerische Werkgestaltung Burg Giebichenstein. Danach arbeitete er in Mihla als freischaffender Bildhauer und Medailleur. Er war Mitglied der Deutschen Gesellschaft für Medaillenkunst e. V. und bis 1990 des Verbands Bildender Künstler der DDR und war auf 1982/1983 auf der IX. Kunstausstellung der DDR in Dresden vertreten. 1984 erhielt er den Kunstpreis des Rates des Bezirks Erfurt.

## Werke (Auswahl)
- Ernst Thälmann (überlebensgroße Porträtbüste)[2]
- Corpus eines Kruxifixes (1972; Eisenach, Nikolaikirche)[3]
- Lokalhistorische Szenen (1979, Stele, Beton; Mihla, Park am Grauen Schloss)[4]
- Schloss Friedenstein – Gotha (1979, Medaille, Weißmetall, Durchmesse 6,4 cm; auf der IX. Kunstausstellung der DDR)
- Porträt A. M. (1981, Porträtbüste, Beton; auf der IX. Kunstausstellung der DDR)[5]
- Michael Neander (1985, Statue; Ilfeld, Neanderplatz)[6]